# Capasa sulphurescens
Capasa sulphurescens là một loài bướm đêm trong họ Geometridae.